# Eukiefferiella changbaiensis
Eukiefferiella changbaiensis är en tvåvingeart som beskrevs av Wang och Halvorsen 2002. Eukiefferiella changbaiensis ingår i släktet Eukiefferiella och familjen fjädermyggor.
Artens utbredningsområde är Jilin (Kina). Inga underarter finns listade i Catalogue of Life.